# Асунсьйонський трамвай
Асунсьйонський трамвай був широко використовуваним транспортним засобом в місті Асунсьйон в XIX і XX сторіччях .
Він розпочав свою діяльність 3 травня 1872 року, коли фірмі Horrocks & Cía. було надано дозвіл на роботу в Асунсьйоні. Трамвай працював до 31 грудня 1996 року, а у листопаді 1997 року уряд офіційно оголосив про остаточне припинення його роботи.

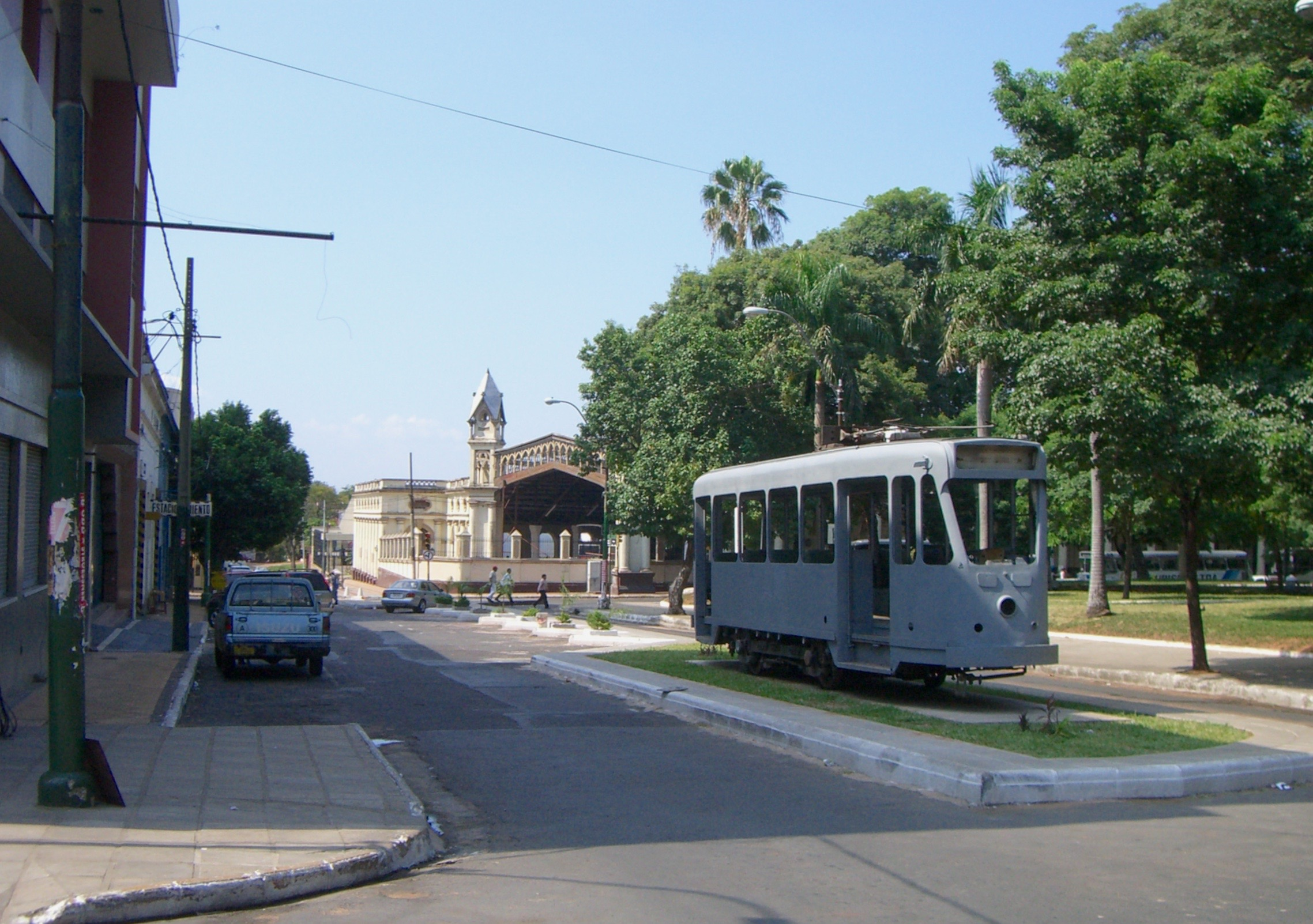
Один зі старих трамваїв, виставлених у центрі міста Асунсьйон.

## Історія

### Початок
На той час трамвай був досить новим технологічним рішенням, оскільки свій перший трамвай Асунсьйон отримав у 1872 році, лише через чотири роки після Буенос-Айреса, найбільшого міста Південної Америки того часу; і лише через 2 роки після закінчення Великої війни.
У 1884 році Horrocks продав свою компанію місцевому громадянину Франциско Моррі, який створив компанію, яка контролювала трамвайну службу, під назвою "Empresa de Tranways".

### Розвиток: електричні трамваї
Плани електрифікації трамвая почали розробляти приблизно в 1900 році через франшизи між Парагваєм, Аргентиною, Англією, Німеччиною, Італією та США . "Центральна залізниця Парагваю" придбала права на світло та енергію в місті та створила компанію "Asunción Light & Power Co.", замовивши 20 трамваїв у англійської "United Electric" в 1909 році .
Найвищого розквіту трамвай досяг у 1930-х роках завдяки семи лініям у центральній частині міста та приміським лініям до Пуерто-Сайонії та Сан-Лоренцо.